# Saint-Germain-d'Arcé
Saint-Germain-d'Arcé là một xã trong tỉnh Sarthe ở tây bắc nước Pháp. Xã này có diện tích 29,3 ki-lô-mét vuông, dân số thời điểm năm 2006 là 357 người.